# Eletrolaringe
Uma eletrolaringe ou laringe eletrônica é um aparelho eletrônico que permite a recuperação da voz a quem perdeu a fala. O som emitido, no entanto, não é normal, assemelhando-se a um robô. É utilizada em casos de laringectomia total, onde ocorre retirada total da laringe.